# Географија Енглеске
Енглеска географски обухвата централни и јужни део острва Велика Британија, што чини око две трећине његове површине. Њој припадају још острво Вајт, острва Сили и друга мања острва.

## Територија
Површина Енглеске износи 130.395 km², од чега су 2% водене површине. Површина копна је 129.720 km².
За ратарство се користи 30% површина, за пашњаке 36%, за осталу пољопривреду 5%, за шумарство 8%, а 21% покривају насељена подручја.
Енглеска се граничи са две земље Уједињеног Краљевства, на северу са Шкотском (96 км) и на западу са Велсом (257 км). Енглеска је ближа континенталној Европи него други делови Британије. Од Француске је одваја мореуз широк 34 km, а спаја Евротунел (тунел испод Ламанша) близу Фокстона. Енглеске обале излазе на Ирско море, Северно море и Атлантски океан. Њихова укупна дужина је 4422 km.

## Физичка географија
Река Северн је са 354 km дужине најдужа река Енглеске. Она се улива у Бристолски залив и чувена је по свом плимском таласу који може достићи 2 метра. Ако се у обзир узму само реке које се целим током налазе у Енглеској, онда је најдужа Темза, дуга 346 km. Језера Енглеске су углавном мала. Највеће од њих је језеро Виндермир (Windermere) са 14,7 km², које се налази у Језерској области на северозападу. Већина бивших мочварних подручја исушена је у средњем веку.
Енглеска обала Северног мора је углавном ниска и песковита са много дина и естуара. Јужна обала је много стрмија. Почиње од белих клифова Довера, и наставља се ка западу где постаје знатно каменитија. Ту се у Дорсету налази Јурска обала која је УНЕСКО-ов споменик геолошке историје. Обала северозападне Енглеске је ниска и песковита, слично источној обали. Најзначајнији естуари су естуари река Хамбер, Темза и залив Вош (The Wash) на источној обали и Бристолски залив на југозападу. Луке Лондон, Ливерпул и Њукасл налазе се близу ушћа река која су под утицајем плиме и осеке (Темза, Мерси, Тајн).
Геолошки, планине Пенини (Pennines), познати и као „кичма Енглеске“, представљају најстарије горје у земљи које је настало крајем палеозоика, пре око 300 милиона година. У њихов геолошки састав спадају пешчари и кречњаци, али и угаљ. Постоје крашки пејзажи у деловима Јоркшира и Дарбишира. Пределе око Пенина одликују некултивисана вресишта на већим висинама, испресецана плодним долинама река. Највиша тачка Енглеске, на 978 метара надморске висине, је Скафел пајк (Scafell Pike) у Камбрији. На граници Енглеске и Шкотске налазе се брда Шевиот (Cheviot Hills).
Енглеска низија се налази јужно од Пенина. Она је валовита и обрасла интензивно зеленом вегетацијом. Од брегова у овом подручју истичу се: Котсволд (Cotswold Hills), Чилтерн (Chiltern Hills), Норт и Саут Даунс (North Downs, South Downs), који се према мору обрушавају у облику белих стена (види слику десно). Најнижа и најравнија регија Енглеске је Источна Англија.

## Клима
Енглеска има умерену приморску климу. То је блага клима са температурама које ретко падају испод 0 °C зими, док лети не иду изнад 32 °C. Временске прилике одликује честа влажност и променљивост. Најхладнији месеци су јануар и фебруар. Фебруар је посебно хладан у приморју. Јул је обично најтоплији месец. Месеци са најпријатнијим температурама су мај, јун, септембар и октобар. Падавине су равномерно распоређене током целе године.
Полуострво на југозападу одликује се посебно благом климом.
Важан утицај на климу Енглеске има близина Атлантског океана, географска ширина и утицај голфске струје на загревање мора. На западу има више падавина, где делови Језерске области имају рекордне количине падавина. Највише икад забележена температура била је 38,5 °C, и то 10. августа 2003. у месту Брогдејл у Кенту, док је најнижа била -26,1 °C, забележена 10. јануара 1982. у Еџмонду у Шропширу.

## Национални паркови Енглеске и Велса
| \| Број \| Национални парк \| Оснивање[13] \| km² \| \| 1 \| Национални парк Пик дистрикт () \| 17. април 1951. \| 1438 \| \| 2 \| Национални парк Језерска област () \| 9. мај 1951. \| 2292 \| \| 3 \| Национални парк Сноудонија () \| 18. октобар 1951. \| 2142 \| \| 4 \| Национални парк Дартмур () \| 30. октобар 1951. \| 956 \| \| 5 \| Национални парк Обала Пембрукшира () \| 29. фебруар 1952. \| 620 \| \| 6 \| Национални парк Норт Јоркшир мурс () \| 28. новембар 1952. \| 1436 \| \| 7 \| Национални парк Јоркшир дејлс () \| 16. новембар 1954. \| 1769 \| \| 8 \| Национални парк Ексмур () \| 19. октобар 1954. \| 693 \| \| 9 \| Национални парк Нортхамберленд () \| 6. април 1956. \| 1049 \| \| 10 \| Национални парк Брекон биконс () \| 17. април 1957. \| 1351 \| \| 11 \| Норфок броудс () \| 1. април 1989. \| 303 \| \| 12 \| Национални парк Њу форест () \| 1. март 2005. \| 580 \| \| 13 \| Национални парк Саут даунс () \| 12. новембар 2009.[14] \| 1641 \| \| \| Укупно \| \| 16270 \| |                                      |                    |       |
| |                                      |                    |       |
| Број | Национални парк                      | Оснивање           | km²   |
| 1 | Национални парк Пик дистрикт ()      | 17. април 1951.    | 1438  |
| 2 | Национални парк Језерска област ()   | 9. мај 1951.       | 2292  |
| 3 | Национални парк Сноудонија ()        | 18. октобар 1951.  | 2142  |
| 4 | Национални парк Дартмур ()           | 30. октобар 1951.  | 956   |
| 5 | Национални парк Обала Пембрукшира () | 29. фебруар 1952.  | 620   |
| 6 | Национални парк Норт Јоркшир мурс () | 28. новембар 1952. | 1436  |
| 7 | Национални парк Јоркшир дејлс ()     | 16. новембар 1954. | 1769  |
| 8 | Национални парк Ексмур ()            | 19. октобар 1954.  | 693   |
| 9 | Национални парк Нортхамберленд ()    | 6. април 1956.     | 1049  |
| 10 | Национални парк Брекон биконс ()     | 17. април 1957.    | 1351  |
| 11 | Норфок броудс ()                     | 1. април 1989.     | 303   |
| 12 | Национални парк Њу форест ()         | 1. март 2005.      | 580   |
| 13 | Национални парк Саут даунс ()        | 12. новембар 2009. | 1641  |
| | Укупно                               |                    | 16270 |

Почетком 2005. 9,3% површине Енглеске и Велса покривали су национални паркови. Са два нова национална парка овај проценат је порастао на 10,7%.

## Највећи градови
Шири Лондон је далеко највеће урбано подручје у Енглеској и једно од највећих у свету. Сматра се да је то глобална метропола чије становништво бројношћу превазилази број становника у осталим конститутивним државама Уједињеног Краљевства, изузимајући саму Енглеску. Остала градска подручја која се истичу величином и значајем налазе се у северној Енглеској или у области Мидлендс. У Енглеској постоји 51 насеља са статусом града, док их у Уједињеном Краљевству има укупно 69.
Многи градови у Енглеској имају велики број становника (Бирмингем, Шефилд, Манчестер, Ливерпул, Лидс, Њукасл, Бредфорд, Нотингем и други), то није једини критеријум за добијање градског статуса. По традицији, овај статус имају још и градови са бискупским катедралама, попут Велса, Елија, Рипона, Труроа и Чичестера. По државном статистичком бироу, 10 највећих непрекинутих урбаних подручја у Енглеској су:
| Ранг | Урбано подручје                    | Становништво | Број насеља | Главна насеља                                                                                      |
| ---- | ---------------------------------- | ------------ | ----------- | -------------------------------------------------------------------------------------------------- |
| 1    | Шири Лондон                        | 8,278,251    | 67          | Шири Лондон, подељен на Град Лондон и 32 предграђа, међу којима су: Кројдон, Барнет, Илинг, Бромли |
| 2    | Урбано подручје Западног Мидлендса | 2.284.093    | 22          | Бирмингем, Вулверхемптон, Дадли, Волсол, Олдриџ                                                    |
| 3    | Шири Манчестер                     | 2.240.230    | 57          | Манчестер, Солфорд, Болтон, Стокпорт, Олдам                                                        |
| 4    | Урбано подручје Западног Јоркшира  | 1.499.465    | 26          | Лидс, Бредфорд, Хадерсфилд, Вејкфилд                                                               |
| 5    | Тајнсајд                           | 879.996      | 25          | Њукасл, Норт Шилдс, Саут Шилдс, Гејтсхед, Џероу                                                    |
| 6    | Шири Ливерпул                      | 816.216      | 8           | Ливерпул, Сент Хеленс, Бутл, Хајтон вит Роуби                                                      |
| 7    | Шири Нотингем                      | 666.358      | 15          | Нотингем, Бистон, Стејплфорд, Карлтон, Лонг Итон                                                   |
| 8    | Шири Шефилд                        | 640.720      | 7           | Шефилд, Ротерам, Чеплтаун, Мосбороу                                                                |
| 9    | Шири Бристол                       | 551.066      | 7           | Бристол, Кигсвуд, Менготсфилд, Стоук Гифорд                                                        |
| 10   | Брајтон/Вортинг/Литлхемптон        | 461.181      | 10          | Брајтон, Вортинг, Хоув, Литлхемптон, Шорем на Мору, Лансинг                                        |